# Ernesto Córdoba Campos
Ernesto Córdoba Campos is een deelgemeente (corregimiento) van de gemeente (distrito) Panamá in Panama. In 2015 was het inwoneraantal 76.500.
Ernesto Córdoba Campos ontstond als deelgemeente in 2009; tot dan behoorde het tot de deelgemeente Las Cumbres.